# 家格
家格，是用来表示日本历史上氏族或家系的社会地位、社会评价的术语。

## 家格定义
所谓家格，顾名思义，是一种家族之资格，维系从日本古代到近代的身分制度和整个社会基础秩序的评价体系。大体上，家格并不是对家庭进行评价，而是将国家或社会的全体成员阶层化，根据特定氏族的成员所持有的血统和地位进行排列，从而使氏族之间阶层固化的制度。家格与身份、地位等其他属性不同在于身份和地位仅属于个人，而家格是以特定的家族为单位的评价。
在很多情况下，决定家格的是祖先的血统以及其附带的传统权威。与皇室的联系以及有力氏族的亲疏在很大程度上决定了家格。在平安时代以后，律令制下晋升官位的机会增加，以正在崛起的武家为中心，通过武勋提升地位的机会扩大并世袭化，成为家格固化的开端。但是，在战国时代，这种家格秩序一度崩溃，到了再次统一的江户时代，不仅是公家，武家也引入了家格，形成了更加成熟的家格体系。

## 家格的演变

### 古代家格
在《魏志倭人传》中描写的倭人的习俗中，就出现了下户和大人的身份差距。
在古代氏姓制度的基础上，每个氏族都有自己的氏姓，以此来决定宫廷内的上下关系和职权，而天武天皇在此基础上，又规定了八色姓，以姓决定氏的尊卑标准。然而，运作朝廷的是本来列居第二的朝臣姓官僚，包括最高的真人姓在内的其他氏姓几乎不被使用了。
到了平安时代，贵族社会产生了家格的原形，以摄关家为首，根据出身来决定晋升官位的上限，诞生了官职世袭的官司承包制。武士社会也同样，拥有天皇家血统的军事贵族伊势平氏、河内源氏被尊为贵种，武家栋梁也从其中选出。
但在南北朝和战国两大动乱时期中，原本的家格秩序被破坏，大多数家格进行了重组。

### 公家的家格
在公家社会中，根据各家能叙任的極位極官和文武官的区别，分为摄关家、清华家、大臣家、羽林家、名家、半家，形成了家格，各家当主的官位也以家格为标准而被授予。另外，根据每家的成立时期，根据与旧家、新家（以织丰政权时期为界）以及与天皇的亲疏，有内様、外様等区别，再加上各家所属的家系等，每个家族可晋升的最大官位也有了差别。

### 武家的家格
在丰臣政权中，丰臣氏获得了摄关家的特权，五大老的德川、毛利、小早川、前田、宇喜多、上杉等也获得了清华成，受到了与清华家同等的待遇。
武家从江户时代开始确定家格，拥有万石以上石高的大名 ，一万石以下作为将军直臣的旗本 、御家人、诸藩的藩士为中心，进一步细化了家格。 。
特别是大名的家格，根据与将军的亲疏、大名家族的渊源、知行地的石高（表高），由晋谒江户时被分配的伺候席划分：御三家的大廊下、国主大名的大广间、谱代大名等帝鉴间、雁间、外样大名的柳间等。并且，極位極官叙任至四位和赐讳等待遇都被阶层化了。
作为幕府直属家臣的旗本、御家人，上级旗本被授予官位，被任命为重职，与之相对，中坚和下级旗本无官位，被任命较低的役職。此外，旗本允许谒见将军，御家人则不允许，幕府的直臣之间也规定了详细的家格。而且，到了各藩，家老以下的役職被世袭化，除了在藩士内家格被等级化之外，还分成了由作为正规家臣的上士和居住在藩地的土著武士和有权势的百姓构成的乡士，在大名的领地内根据家格的不同施行了很强的身份管制。
另一方面，出现了幕府中贫穷的旗本、御家人不再向商人借债，而是将其子弟作为养子，通过贩卖旗本株、御家人株获得金钱的情况。而商人获得武士身分的机会也随之增加。另外，还出现了财政困难的大名借豪商的钱而无法偿还的事态，除了豪商能获得武士身分之外，还对藩内的豪农和町人出售乡士株，给予乡士待遇赋予家格。

### 农村的家格
在农村也存在着家格。很多村官都继承了武士的血统，被认定为乡士。另外，也存在通过对领主的忠诚殷勤和献上资金等获得苗字带刀特権。与此同时，村子内部也产生了本家和分家、侍分和百姓分、主家和被官、重和平等各种称呼的家格。

### 明治时代后的家格
明治时代后，根据江户时代以前的门第规定皇族、华族、士族、平民的家族名称，但由于废藩置县、秩禄处分、金禄公债条例等原因，没有经济特权，1914年（大正3年）的户籍法修正后，身份登记制度被废止，实质上和平民没有差别了。 此時除华族以外的武士与农工商的家格差别也消失了 。
战后，规定法律面前人人平等的宪法废除了華族制度和爵位制度，除皇室外，国民之间没有家族地位划分。

## 脚注
1. ↑  大名按知行地和藩廳的规模，被分为国主、准国主、城主、城主、无城。
2. ↑  旗本按知行所规模和役職，被分为高家、交代寄合、寄合、小普請組。
3. ↑  例如，在藩主代代固定化的仙台藩，从「一門」到「平士」分为9个等级的家格（在平士之下有足轻），平士以上的武士被赋予了知行地和年贡。参考・『東北歴史博物館 展示案内』 東北歴史博物館 （第2刷）2000年（平成12年） p.67
4. ↑  .   [2021-06-28]. （原始内容存档于2021-07-12）.

## 相关项目
- 家柄
- 世袭
- 極位極官